# タイガー 甦る伝説のスパイ
『タイガー 甦る伝説のスパイ』（タイガー よみがえるでんせつのスパイ、Tiger Zinda Hai）は、2017年のインドのヒンディー語アクションスリラー映画。ヤシュ・ラージ・フィルムズが製作する「YRFスパイ・ユニバース」の第2作目であり、アリー・アッバース・ザファルが監督を務め、アーディティヤ・チョープラーが製作を手掛けた。サルマーン・カーン、カトリーナ・カイフが主演を務め、テロ組織の人質になったインド人とパキスタン人の看護師を救出するために協力するRAWとISIの活躍を描いている。撮影は2017年にアブダビ、オーストリア、ギリシャ、モロッコで行われ、12億-13億ルピーの製作費が投じられた。
2017年12月22日に公開され、批評家からは好意的な評価を得ている。興行収入は56億5000万ルピーを記録し、フィルムフェア賞 アクション賞を受賞している。2023年には続編『タイガー 裏切りのスパイ』が公開された。

## ストーリー
2017年。イラクで勢力を拡大するテロ組織ISCによって、CIAの協力者だったアメリカ人ジャーナリストが殺害される事件が発生する。ジャーナリストの殺害後、ISC指導者のアブー・ウスマーンはイクリットを訪れるがイラク軍の攻撃を受けて負傷し、ISCはウスマーンを治療するため同地の病院を占領し、インド人とパキスタン人の看護師を人質にした。事態を知ったアメリカ軍がティクリート空爆の準備を進める中、人質の一人であるマリアが在イラク・インド大使館と連絡を取り、RAW局長のシェノイは旧知のアダム・ケリーCIA長官と交渉し、空爆開始まで7日間の猶予を得ることに成功し、救出作戦を実施するためRAWを離脱したタイガーを探し出す。
8年前の逃避行でRAWを離脱したタイガーは、ISIを離脱したゾヤと結婚し、息子ジュニアと3人でインスブルックで暮らしていた。シェノイ局長と補佐官のカラン・ラーオから救出作戦への参加を依頼されたタイガーは辞退しようとするが、ゾヤの説得もあり救出作戦への参加を決意し、作戦チーム（狙撃手のアザーン・アクバル少佐、爆弾処理班のナミト・カンナー大尉、ハッカーのラケシュ）と合流してイクリットに向かう。タイガーたちはISC幹部バグダディが管理する石油精製所に作業員として潜入するが、そこで監督のトバーンに目を付けられてしまう。タイガーは現地の潜入工作員パワンと接触して物資を調達するが、そこでウスマーンが送り込んだ少年ハサンの自爆テロを阻止し、彼をISCから救出する。しかし、脱出の途中でパワンが殺され窮地に陥るが、駆け付けたゾヤによって助け出される。ISIから救出作戦への参加を求められたゾヤもアブラール大尉、ジャーヴェード大尉と共にイクリットに潜入しており、2人はチームを説得してRAWとISIによる共同救出作戦を実施することになった。
石油精製所に戻ったタイガーたちは爆発事故を引き起こし、負傷を装いウスマーンがいる病院に搬送される。その途中、トバーンの正体がRAWの潜入工作員フィルドウスであることが判明し、彼の手引きで病院への潜入に成功し、ゾヤはタイガーたちと別れて病院の見取図を入手するためイクリット市庁舎に向かう。ウスマーンはアメリカ軍の攻撃に備えて病院の兵力を増強しており、タイガーは人質のプールナたちと協力して兵力の無力化を計画し、一方のゾヤはバグダディの奴隷に紛れて市庁舎に潜入して見取図を入手し、バグダディを殺害して奴隷たちを解放する。見取図を受け取ったタイガーたちは兵士たちの食事に薬物を混入させて兵力を無力化し、さらにゾヤとフィルダウスの要請を受けたアメリカ軍の攻撃によってウスマーンが兵士を連れて病院を離れてしまう。タイガーは人質を連れて病院を脱出するが、陽動作戦に気付いて引き返してきたウスマーンたちによって、ゾヤと共に捕まってしまう。ウスマーンはタイガーたちを残して病院から脱出し、報復として捕虜にしていたアメリカ人を殺害することを宣言する。脱出に成功したタイガーたちはISCの部隊と銃撃戦を繰り広げて壊滅させるが、その中でアザーンが戦死する。タイガーはウスマーンを拘束し、フィルドウスたちに人質を連れて脱出するように指示してゾヤの救出に向かう。アメリカ軍の空爆が実施される中、フィルドウスたちはイクリットからの脱出に成功し、脱出に利用されたウスマーンはフィルドウスによって射殺される。
救出作戦から1年後の2018年。シェノイ局長の元に行方不明になっていたタイガーから連絡が入り、彼から「RAWに戻るつもりはないが、いつでも祖国のために協力する用意がある」と告げられる。タイガーはハサンを養子に迎えて家族と共に平穏な暮らしに戻っていく。

## キャスト
※括弧内は日本語吹替
- アヴィナーシュ・シン・ラートール（タイガー） - サルマーン・カーン[15]（モアイ岩下）
- ゾヤ - カトリーナ・カイフ[16]（アナンド雪）
- アブー・ウスマーン - サジャード・デラクルーズ[17]（早川毅）
- アジット・シェノイRAW局長 - ギリーシュ・カルナード（英語版）（佐々健太）
- フィルドウス - パレーシュ・ラーワル[18]
- ラケシュ・プラサード・チャウラシア - クムド・ミシュラー（英語版）
- ナミト・カンナー大尉 - アンガド・ベーディー（英語版）[19]
- アザーン・アクバル少佐 - パレーシュ・パフージャ
- カラン・ラーオ - アナント・ヴィダート・シャルマ
- アブラール大尉 - ガヴィ・チャハル（英語版）
- ジャーヴェード・ベーグ大尉 - ダニーシュ・バット
- プールナ - アヌプリヤー・ゴーエンカー
- マリア - ネーハー・ヒンジ（英語版）
- サナ - カシュミラー・イラニ（英語版）
- パワン - ナワーブ・シャー（英語版）
- アル＝バグダディ - サーイ・ユースフ（英語版）
- ジュニア - サルタージ・カッカル
- ハサン・アリー - ジニート・ラート
- 在イラク・インド大使 - アイヴァン・ロドリゲス（英語版）
- インド外務大臣 - シッダールタ・バース（英語版）
- アダム・ケリーCIA長官 - スティーヴ・ロリガン

## 製作

### 企画
『タイガー 伝説のスパイ』の成功を受けて続編が企画されたが、監督・脚本を務めたカビール・カーンが続投を辞退したことで企画は数度にわたり延期され、最終的にアリー・アッバース・ザファルが監督に就任した。『タイガー 甦る伝説のスパイ』は2014年に発生したISILによるインド人看護師誘拐事件に着想を得ており、12億-13億ルピーの製作費が投じられた。撮影はアブダビ、オーストリア、ギリシャ、モロッコで行われ、2017年10月にはエンディング曲のダンスシーンがナクソス島が撮影された。敵役となるテロ組織ISC指導者のアブー・ウスマーン役にはイラン人俳優のサジャード・デラクルーズが起用され、2015年公開の『Baby』以来のヒンディー語映画への出演となった。

### 音楽
サウンドトラックの作曲はヴィシャール＝シェーカル、作詞はイルシャード・カミルが手掛けた。また、映画音楽の作曲はジュリアス・パッキアムが手掛けている。2017年11月19日にリリースされた「Swag Se Swagat」の歌手はヴィシャール・ダドラニとネーハー・バシン、プロデュースはメグディープ・ボースが務めた。また、同曲のアラビア語版はルビー・バロウドとブリジット・ヤギーが務めている。「Dil Diyan Gallan」の歌手はアーティフ・アスラムが務め、同月26日放送の『ビッグ・ボス』に出演したサルマーン・カーンとカトリーナ・カイフによって発表された。12月7日からYRFミュージックからアルバムがリリースされた。
2018年2月8日までに、音楽配信サービスでのアルバム視聴回数が10億回を超えている。また、2019年4月13日までにYouTubeでの再生回数の合計が15億回を超え、同サイトで最も再生されたヒンディー語映画の楽曲となった。
| #         | タイトル                                     | 作詞                 | 作曲・編曲 | 歌手                                     | 時間  |
| --------- | -------------------------------------------- | -------------------- | ---------- | ---------------------------------------- | ----- |
| 1.        | 「Dil Diyan Gallan」                         | イルシャード・カミル |            | アーティフ・アスラム                     | 04:20 |
| 2.        | 「Zinda Hai」(Tiger Theme by Julius Packiam) | イルシャード・カミル |            | スクウィンダル・シン ラップ：ラフタール  | 04:14 |
| 3.        | 「Swag Se Swagat」                           | イルシャード・カミル |            | ヴィシャール・ダドラニ、ネーハー・バシン | 03:56 |
| 4.        | 「Daata Tu」                                 | イルシャード・カミル |            | シュレヤ・ゴシャル                       | 04:14 |
| 5.        | 「Tera Noor」                                | イルシャード・カミル |            | ジョーティ・ヌーラン                     | 04:42 |
| 6.        | 「Dil Diyan Gallan」(Unplugged)              | イルシャード・カミル |            | ネーハー・バシン                         | 04:03 |
| 合計時間: | 合計時間:                                    | 合計時間:            | 合計時間:  | 25:29                                    |       |

## 公開
2017年11月6日に予告編が公開され、YouTubeでは公開24時間以内に動画再生回数2900万回、48万いいね!、25万シェアされている。同月11日には70万いいね!を記録し、『スター・ウォーズ/フォースの覚醒』の記録を抜き、YouTubeでmノットも再生された映画予告編動画となった。この記録は『アベンジャーズ/インフィニティ・ウォー』（200万いいね!）に抜かれるまで保持していた。上映は12月22日から始まり、中央映画認証委員会からのレイティングは「U/A」となった。一方、パキスタンでは「パキスタン及び同国の法執行機関に対して悪影響を及ぼす描写」があることを理由に中央検閲委員会から認証を拒否されたため、同国では上映禁止となっている。
上映開始後、「サルマーン・カーンがプロモーションのために出演したテレビ番組の中で清掃人カーストを中傷する発言をし、同番組に出演していたシルパー・シェッティも彼に同調する発言をしていた」と主張する人々が上映中止とを求めて各地で抗議活動を行い、一部が暴徒化する事件が発生した。また、マハーラーシュトラ州ではマハラシュトラ・ナヴニルマン・セーナーが「ヒンディー語映画の大作の上映時期と重なったことでマラーティー語映画の上映が圧迫されている」と主張し、『タイガー 甦る伝説のスパイ』の代わりに『Deva』の宣伝を行うように求める騒動も起きている。

## 評価

### 興行収入
公開初日の興行収入は3億4100万ルピーを記録し、公開2日目の興行収入は3億5300万ルピーとなった。公開3日目には興行収入4億5530万ルピーを記録し、『バーフバリ 王の凱旋』のヒンディー語吹替版の記録を抜いて歴代ヒンディー語映画興行記録を更新した。公開3日間の累計興行収入は11億4000万ルピーとなり、『バーフバリ 王の凱旋』のヒンディー語吹替版に次ぐ歴代オープニング成績第2位の記録を樹立した。また、公開4日間の累計興行収入は15億4000万ルピーを記録している。
海外市場では公開2日間で200万ドルの興行収入を記録し、このうちアメリカ合衆国・カナダでは45万ドル、イギリスでは15万ポンドの興行収入を記録した。オープニング週末の興行収入は700万ドルを記録しており、このうちアメリカ合衆国・カナダでは253万5825ドルとなっている。また、イギリスでは180万ポンドの興行収入を記録し、『バーフバリ 王の凱旋』を抜いて2017年公開の外国語映画興行成績第1位にランクインした。最終的な興行収入は56億9000万ルピー（8732万ドル）を記録しており、このうちインドでは43億4820万ルピー（6711万ドル）、海外市場では12億8900万ルピー（2030万ドル）となっている。

### 批評

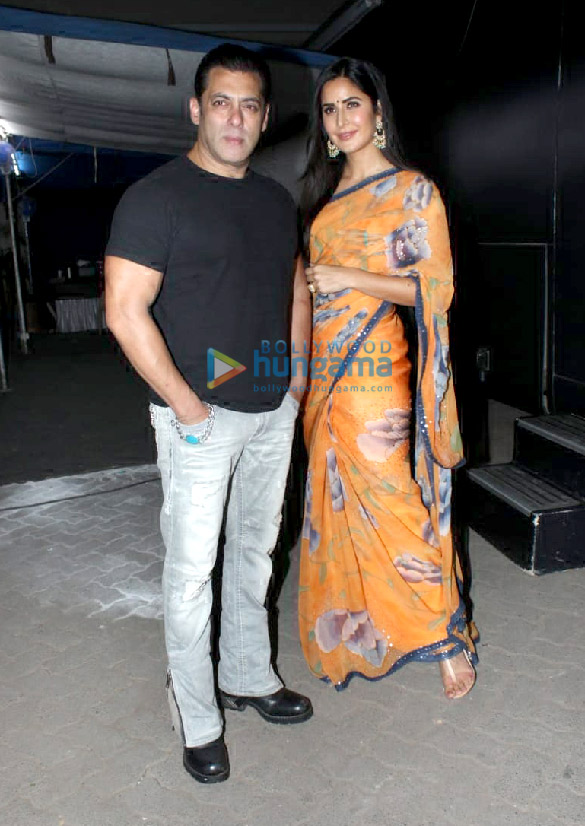
サルマーン・カーンとカトリーナ・カイフ

『タイガー 甦る伝説のスパイ』は批評家から好意的な評価を得ており、Rotten Tomatoesでは14件の批評に基づき支持率64%、平均評価6.1/10となっている。『ボリウッド・ハンガマ』のタラン・アダルシュは4.5/5の星を与えて「全体的に『タイガー 甦る伝説のスパイ』は、そのジャンルに忠実で約束通りのものを提供してくれる高品質なマサラ・エンターテインメントだ。興行的には、観客を徹底的に楽しませてくれることは間違いなく、彼らは諸手を挙げて歓迎するだろう。この映画がブロックバスターになるのは確実で、もはや新記録の樹立を止めることはできない」と批評し、『コイモイ』のウメーシュ・パンワニも4/5の星を与えて「カトリーナ・カイフは実に素晴らしい!彼女の台詞はごくわずかだが、それが素晴らしい理由ではない。素晴らしいのは彼女の表情の動きであり、彼女はこの作品によってアスリートに変身を遂げた。数少ないメインアクションシーンを、彼女は完璧に演じ切って見せたのだ」と批評している。
『ザ・ナショナル』のアールティ・ジュラーニーは4/5の星を与えて「カーンの主演映画では論理的な展開は重要とはされないが、感情的な展開は重要な要素であり、監督はすべてのソフトスポット（愛国心、印パ間の絆、多くの安っぽい台詞）をヒットさせた。これは賢明な行動であり、インド・パキスタン両国の観客の心をつかむことは間違いない」と批評している。『ザ・タイムズ・オブ・インディア』のラシャプリヤ・スンダラムは3.5/5の星を与えて「映画は視覚的に素晴らしい出来映えであり、サルマーン・カーンは自信たっぷりにタイガー役を演じ、パンチの効いた台詞を言い放った。もちろん、サルマーン・カーンが肉体美をあらわにするシーンは、ファンにとってたまらない瞬間だっただろう」と批評し、『フィルムフェア』のラチット・グプタも3.5/5の星を与えて「ハリウッドのアクション・スリラー映画に見えるかも知れないが、『タイガー 甦る伝説のスパイ』の核心は臆面のないマサラ映画である。この映画は国際色豊かなアクション映画とヒンディー語映画の常道が混ざり合った作品であり、楽しい時間を過ごせるだろう」と批評している。
『デカン・クロニクル』のローヒト・バトナガルは3/5の星を与えて「アリー・アッバース・ザファルはリアル路線のストーリーを作り、そこにドラマとスリルを盛り込むことで『タイガー』フランチャイズをスムーズに前進させることに成功した。この映画にとって唯一の欠点は、上映時間が長過ぎることだ」と批評し、『ニュース18』のラジーヴ・マサンドも3/5の星を与えて「映画にはスリリングなアクションがある一方、スペクタクルとセンチメントのために論理さと繊細さが犠牲になっている。カトリーナには素晴らしいアクションシーンが用意され、彼女は見事に演じて見せたが、ここ一番でのアクションはサルマーン・カーンが担っており、彼は果敢にそれに挑戦している」と批評している。アジアネット・ニュースのリチャー・バルアは4.5/5の星を与えて「座席に釘付けにさせる映画」と批評している。
NDTVインディアのラジャ・センは2.5/5の星を与えて「『タイガー 甦る伝説のスパイ』は、普通のアクション映画ならばクライマックスに突入するべきシーンで休憩を挟んでいる。物語が終局を迎えるずっと前から、劇場から帰るために早くタイガーに死んで欲しいと願っていた」と酷評し、『ヒンドゥスタン・タイムズ』のローヒト・ヴァッツも2.5/5の星を与えて「映画製作者にとっては過去の栄光に浸るより、現在のスターのイメージにマッチしたキャラクターを設定する方がよいのだ」と批評している。『ファーストポスト』のアンナ・M・M・ヴェティカドは2.5/5の星を与えて「サルマーン・カーンとカトリーナ・カイフは格好良さ、荒唐無稽さ、そして過度な感傷主義が混ざり合った楽しさを提供してくれた」と批評し、『フィルム・コンパニオン』のアヌパマ・チョープラーは「『タイガー 甦る伝説のスパイ』は断片的には楽しめるが、大ヒットするには浮力が不足している」と批評している。

### 受賞・ノミネート
| 映画賞                             | 授賞式         | 部門                       | 対象                                                      | 結果       | 出典   |
| ---------------------------------- | -------------- | -------------------------- | --------------------------------------------------------- | ---------- | ------ |
| 第63回フィルムフェア賞             | 2018年1月20日  | アクション賞               | トーマス・ストラザース                                    | 受賞       | [ 13 ] |
| 第10回ミルチ音楽賞                 | 2018年1月28日  | アルバム賞                 | - ヴィシャール＝シェーカル - イルシャード・カミル         | ノミネート | [ 67 ] |
| 第19回国際インド映画アカデミー賞   | 2018年6月22日  | 撮影賞                     | マルシン・ラスカウィーク                                  | 受賞       | [ 68 ] |
| 第19回国際インド映画アカデミー賞   | 2018年6月22日  | 音響録音賞                 | - ディリープ・スブラマニアム - ガネーシュ・ガンガダーラン | 受賞       | [ 68 ] |
| 第25回スター・スクリーン・アワード | 2018年12月16日 | 音楽賞                     | ヴィシャール＝シェーカル                                  | ノミネート |        |
| 第25回スター・スクリーン・アワード | 2018年12月16日 | 男性プレイバックシンガー賞 | - アーティフ・アスラム - 「Dil Diyan Gallan」             | ノミネート |        |

## 続編
2023年11月12日に続編『タイガー 裏切りのスパイ』が公開された。同作の監督はマニーシュ・シャルマー、脚本はアーディティヤ・チョープラーとシュリーダル・ラーガヴァンが務めた。サルマーン・カーンとカトリーナ・カイフが続投したほか、敵役としてイムラーン・ハーシュミーが出演している。また、1月25日に公開された『PATHAAN/パターン』では、サルマーン・カーンがタイガー役でカメオ出演している。